# Brody (gmina, Lubusz)
Pour les articles homonymes, voir Brody.
Brody est une gmina rurale (gmina wiejska) de la powiat de Żary, dans la Voïvodie de Lubusz, dans l'ouest de la Pologne, à la frontière avec l'Allemagne.
Son siège administratif (chef-lieu) est le village de Brody, qui se situe environ 31 kilomètres au nord-ouest de Żary (siège de la powiat) et 53 kilomètres à l'ouest de Zielona Góra (siège de la diétine régionale).
La gmina couvre une superficie de 240,36 km2 pour une population de 3 486 habitants en 2006.

## Histoire
De 1975 à 1998, la gmina est attachée administrativement à la voïvodie de Zielona Góra.

Depuis 1999, elle fait partie de la voïvodie de Lubusz.

## Géographie
La gmina inclut les villages et localités de :

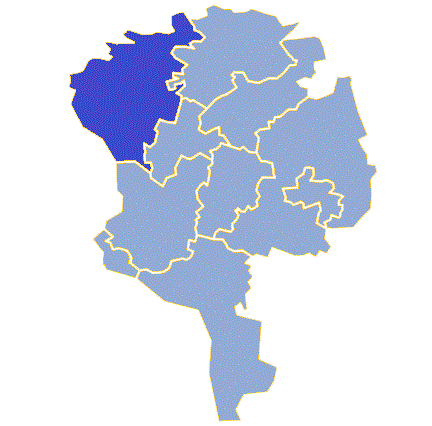
Plan de la gmina

- Biecz
- Brody
- Brożek
- Datyń
- Grodziszcze
- Jałowice
- Janiszowice
- Jasienica
- Jeziory Dolne
- Koło
- Kumiałtowice
- Laski
- Marianka
- Nabłoto
- Proszów
- Suchodół
- Wierzchno
- Zasieki
- Żytni Młyn

### Gminy voisines
La gmina de Brody est voisine des gminy suivantes :
- Gubin
- Lubsko
- Trzebiel
- Tuplice

Elle est également frontalière de l'Allemagne.

## Structure du terrain
D'après les données de 2002, la superficie de la commune de Brody est de 240,36 kilomètres carrés, répartis comme telle :
- terres agricoles : 26%
- forêts : 64%

La commune représente 17,25% de la superficie du powiat.

## Démographie
Données du 30 juin 2004:
| Description        | Total  | Total | Femmes | Femmes | Hommes | Hommes |
| ------------------ | ------ | ----- | ------ | ------ | ------ | ------ |
| Unité              | Nombre | %     | Nombre | %      | Nombre | %      |
| Population         | 3 482  | 100   | 1 771  | 50,9   | 1 711  | 49,1   |
| Densité (hab./km²) | 14,5   | 14,5  | 7,4    | 7,4    | 7,1    | 7,1    |